# Crise de Berlin (1958-1963)
Pour les articles homonymes, voir Crise de Berlin.
Guerre froide

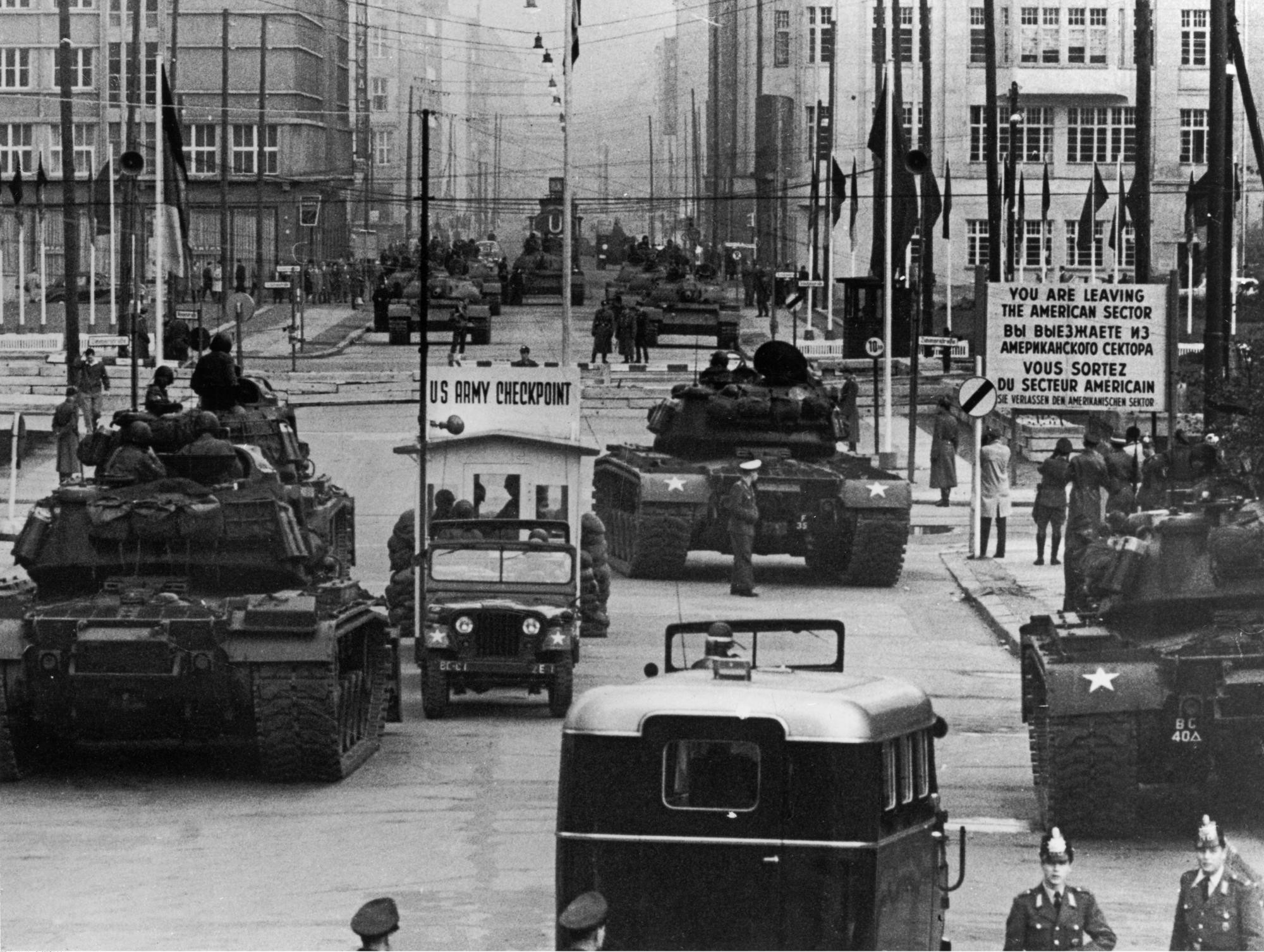
M48 Patton de la Berlin Brigade américaine en face à face avec des T-55 du Groupement des forces armées soviétiques en Allemagne le 27 octobre 1961, durant la crise de Berlin.

La seconde crise de Berlin constitue la plus longue et l'une des plus dangereuses de celles qui ont émaillé la guerre froide. La construction du mur de Berlin en août 1961 en est l’évènement le plus marquant, mais le maintien de l’équilibre qui s’est installé entre l’Europe de l’Est et l’Europe de l’Ouest dans les années qui ont suivi la guerre, en est son enjeu véritable. Pendant plus de quatre années, cette crise est au cœur de l’action diplomatique et de la stratégie nucléaire des quatre Grands et des deux Allemagnes. Son aboutissement consacre une fois pour toutes le statu quo en Europe jusqu'à l'effondrement du bloc communiste.
La crise commence le 27 novembre 1958 avec « l'ultimatum de Khrouchtchev » par lequel le dirigeant soviétique exige des Occidentaux qu'un règlement soit trouvé dans les six mois concernant le statut de Berlin. Dès lors s'amorce une longue période de négociations articulée autour des rencontres de Nikita Khrouchtchev avec Dwight David Eisenhower en 1959 et 1960, puis avec John Fitzgerald Kennedy en juin 1961. Ces trois sommets américano-soviétiques ne se soldent finalement par aucun accord. À la suite de quoi, Khrouchtchev décide avec les dirigeants de la République démocratique allemande de la construction du mur de Berlin (en allemand Berliner Mauer) en août 1961, qui séparera physiquement la ville en Berlin-Est et Berlin-Ouest pendant plus de vingt-huit ans, mettant ainsi fin à l'exode croissant des habitants de la République démocratique allemande (RDA) vers la République fédérale d'Allemagne (RFA). Pour autant, Khrouchtchev continue d'exiger la conclusion d'un accord définitif relatif au statut de l'Allemagne et de Berlin. Il souffle le chaud et le froid, alternant propositions de paix et chantage nucléaire. Les tensions sont à leur maximum en octobre 1962, lors de la crise de Cuba, que Kennedy lie directement à Berlin.
Finalement, le statu quo qui enracine la RFA au sein du bloc occidental et la RDA au sein du bloc de l'Est, s'installe définitivement début 1963. Si les Occidentaux n'ont cédé en rien aux exigences du Kremlin, cette crise marque cependant la reconnaissance définitive de l'Union soviétique comme grande puissance, disposant de l'arme nucléaire, capable de discuter d'égal à égal avec les États-Unis. 

## Contexte historique de Berlin après laSeconde Guerre mondiale
Pour un article plus général, voir Occupation de l'Allemagne après la Seconde Guerre mondiale.

### De l'occupation conjointe au blocus de Berlin-Ouest
Après sa capitulation le 8 mai 1945, l'Allemagne est divisée en quatre zones d'occupation sous administrations soviétique, américaine, britannique et française, conformément aux accords conclus aux conférences de Yalta et de Potsdam. La création de ces zones ne signifie pas pour autant un démembrement de l'Allemagne en plusieurs pays.
Les 20 districts constitutifs du Grand Berlin de 1920 sont également répartis en quatre secteurs. Les Occidentaux se partagent les 12 districts ouest de la ville, qui formeront Berlin-Ouest. Les 8 districts sous contrôle soviétique, qui constitueront Berlin-Est, représentent 409 km2, soit 45,6 % de la superficie de la ville. Berlin-Ouest est entièrement enclavé dans le secteur soviétique d'occupation de l'Allemagne.
Des élections sont organisées dans chacun des Länder, au niveau régional et local, en 1946 dans toutes les zones d'occupation. À Berlin elles se tiennent le 20 octobre et se déroulent librement. Le parti communiste, sous le nom de Parti socialiste unifié d'Allemagne (en allemand : Sozialistische Einheitspartei Deutschlands, SED) recueille moins de 20 % des voix, le Parti social-démocrate d'Allemagne (en allemand : Sozialdemokratische Partei Deutschlands, SPD) presque 50 % et l’Union chrétienne-démocrate d'Allemagne (en allemand : Christlich Demokratische Union Deutschlands, CDU) plus de 20 %.
Une première crise de Berlin s'ouvre en mars 1948 lorsque l’Union soviétique suspend sa participation au Conseil de contrôle allié le 19 mars 1948. Du 24 juin 1948 au 12 mai 1949, Staline instaure un blocus des secteurs occidentaux de Berlin, que les alliés contournent grâce au pont aérien mis en place par les Américains et les Britanniques. Le statu quo issu de la Seconde Guerre mondiale prévaut in fine à Berlin.

### La mise en place d'administrations distinctes àBerlin-EstetBerlin-Ouest
Pendant le blocus, les manœuvres d'intimidation se multiplient à l'égard des élus non-communistes majoritaires élus en 1946. Le 6 septembre 1948, des éléments communistes tentent de prendre le contrôle des bâtiments officiels,. En réponse, environ 500 000 Berlinois manifestent le 9 septembre près du Reichstag en ruine pour protester contre le blocage des institutions. Le 30 novembre, le SED tient seul une assemblée extraordinaire du conseil municipal  (außerordentliche Stadtverordnetenversammlung) qui décide sa dissolution et son remplacement par un conseil composé exclusivement de communistes avec à sa tête  Friedrich Ebert junior. Les membres du conseil sortant élu en 1946 qui n'appartiennent pas au SED décident de nouvelles élections qui ne peuvent se dérouler que dans les secteurs ouest de Berlin et sont boycottées par le SED. Ces élections ont lieu le 5 décembre 1948 et voient le SPD l'emporter largement avec 65 % des suffrages. De facto, la partition politique et administrative de Berlin est réalisée. Déjà élu en 1946, mais les Soviétiques avaient empêché sa prise de fonction, Ernst Reuter est réélu maire de cette assemblée municipale de Berlin-Ouest. Il forme une grande coalition avec les deux autres partis pour témoigner au monde de l'unité de Berlin-Ouest. Après l'entrée en vigueur le 1er octobre 1950 d'une nouvelle constitution (Verfassung von Berlin) à Berlin-Ouest, Reuter est réélu, devenant le 18 janvier 1951 le premier bourgmestre-gouverneur de Berlin (Regierender Bürgermeister). Le statut de Berlin-Ouest s'apparente désormais à celui d'un Land, avec des représentants sans droit de vote au Bundestag.

### La mise en place de la partition de fait de l'Allemagne
La partition de l'Allemagne en deux états se met en place progressivement à partir de 1949. À chaque fois, l'initiative première est le fait des Occidentaux auxquels les Soviétiques répondent systématiquement par une initiative de même nature. Ce processus comporte quatre volets principaux :
- Fondation des deux États

Faisant suite à l'accord intervenu le 8 avril 1949 entre les trois puissances occidentales d'occupation, la République fédérale d'Allemagne (RFA) voit le jour le 23 mai 1949 avec la promulgation de la Loi Fondamentale valant constitution sur le territoire de la trizone constituée par les zones française, britannique et américaine.
L'avènement de la RFA est suivi de près par celui de la République démocratique allemande (RDA) dans la zone sous occupation soviétique, dont la constitution est promulguée le 7 octobre 1949.
- Accession de la RFA et de la RDA à la souveraineté

La France, les États-Unis, le Royaume-Uni et la RFA signent à Bonn le 26 mai 1952 une convention qui accorde, avec certaines restrictions, la souveraineté à la RFA lorsque le traité instituant la Communauté européenne de défense (CED) entrera en vigueur. Le même jour, la frontière intérieure allemande entre la RDA et la RFA est fermée, mais la circulation demeure libre entre les zones d'occupation de Berlin. Le parlement français refuse finalement en 1954 de ratifier le traité de la CED. Les Occidentaux trouvent une voie alternative pour arrimer la RFA à l'Europe de l'Ouest par la signature le 23 octobre 1954 des Traités de Paris portant création de l'UEO et mettant fin au statut d'occupation de la RFA. La convention de mai 1952 peut alors entrer en vigueur le 5 mai 1955, jour de la dernière réunion de la Haute commission alliée. Dans un grand discours radiodiffusé le même jour, Adenauer célèbre la souveraineté de la RFA et son droit à représenter l'Allemagne tout entière, et réaffirme son appartenance au monde libre occidental. Les alliés ont cependant conservé les droits de stationnement de leurs forces en RFA et à Berlin-Ouest, ainsi que le statut spécial attaché à Berlin.
Parallèlement, le 25 mars 1954, l'URSS reconnaît la souveraineté de la RDA, et lui transfère certains droits qu'elle possédait au titre des accords de Potsdam. La constitution de 1949 est fortement amendée pour refléter le périmètre de souveraineté accordé par l'URSS. Les deux pays signent à Moscou le 20 septembre 1955 un traité qui réaffirme la souveraineté de la RDA et renforce les relations économiques, scientifiques et culturelles entre les deux pays. Ce traité consacre cependant le droit des Soviétiques à stationner des forces militaires sur le territoire de la RDA.
- Intégration de la RFA et de la RDA dans les alliances militaires

Immédiatement après avoir recouvré sa souveraineté, la RFA adhère à l'OTAN et participe à la réunion du Conseil de l'Atlantique Nord qui s'ouvre le 9 mai 1955. La création de la Bundeswehr donne lieu à un intense débat en Allemagne relatif à la légitimité de sa remilitarisation dix ans seulement après la mise à feu et à sang de l'Europe par l'Allemagne de Hitler. En novembre 1955, les premiers volontaires rejoignent la Bundeswehr qui devient en quelques années la plus importante armée d'Europe occidentale, sans posséder toutefois d'arme nucléaire.
La réplique quasi immédiate à l'Est est la création du Pacte de Varsovie le 14 mai 1955. La RDA crée officiellement son armée, la NVA, en janvier 1956 et adhère aussitôt au Pacte de Varsovie.
- Intégration de la RFA et de la RDA dans les alliances politiques et économiques

En lien direct avec les enjeux de la guerre froide en Europe, l'intégration économique et politique de l'Europe prend forme à l'Ouest comme à l'Est, à l'initiative ou du moins avec le soutien des États-Unis et de l'Union soviétique.
Afin de contrer le plan Marshall et la mise sur pied de l'OECE le 16 avril 1948, Staline crée le 25 janvier 1949 le Conseil d'assistance économique mutuelle (CAEM, également désigné par l'acronyme anglais Comecon ; en russe : СЭВ)  avec la Bulgarie, la Tchécoslovaquie, la Hongrie, la Pologne et la Roumanie. La RDA y adhère le 29 septembre 1950. Devant les avancées en matière d'intégration en Europe de l'Ouest, le CAEM devient beaucoup plus actif à partir de la réunion de son IVe Conseil le 26 mars 1954.
Le traité instituant la Communauté européenne du charbon et de l'acier est signé à Paris le 18 avril 1951 entre la France, la RFA, l'Italie et les pays du Benelux et entre en vigueur le 23 juillet 1952. Le 25 mars 1957 les six mêmes pays signent les traités de Rome qui instaurent la Communauté économique européenne et Euratom. Adenauer voit dans la création de l'EURATOM le 25 mars 1957 une occasion d'accéder progressivement à l'arme nucléaire, sujet qui constitue un des enjeux de cette seconde crise de Berlin.

### Refus de reconnaissance officielle de la RDA par les occidentaux
La différence la plus importante entre les processus symétriques suivis par les alliés occidentaux et les Soviétiques réside dans la reconnaissance de la RFA par Moscou, annoncée à l'issue de la rencontre qui se tient à Moscou du 9 au 13 septembre 1955 entre le chancelier ouest-allemand Konrad Adenauer et les dirigeants soviétiques. Adenauer obtient aussi la libération des derniers 10 000 prisonniers de guerre encore détenus en Russie, ce qui lui vaut un retour triomphal à Bonn, la capitale de la RFA.
Cette décision des Soviétiques marque le fait qu'ils ne croient plus vraiment à l'établissement d'une Allemagne réunifiée, neutre, démilitarisée et n'appartenant à aucun des deux blocs. Leur politique, consiste à soutenir par tous les moyens la RDA, un des moyens d'y parvenir étant de développer les relations commerciales avec la RFA au bénéfice mutuel des deux états allemands. Les Soviétiques espèrent aussi que cette ouverture vis-à-vis de la RFA incitera Adenauer à adoucir ses positions radicales dans les négociations est-ouest relatives à l'Allemagne dans son ensemble ou à Berlin.
Dans l'immédiat cependant, les alliés occidentaux demeurent fermes dans leur refus de reconnaître la RDA et la RFA continue d'affirmer son droit à représenter l'Allemagne tout entière. Quelques jours après son retour de Moscou, Adenauer annonce devant le Parlement que son pays romprait les relations avec tout état qui reconnaîtrait la RDA, à l'exception de l'Union soviétique. Cette politique sera bientôt connue sous le nom de doctrine Hallstein. Les Russes interdisent en retour aux membres du pacte de Varsovie de reconnaître la RFA.

## Les origines de la crise de Berlin

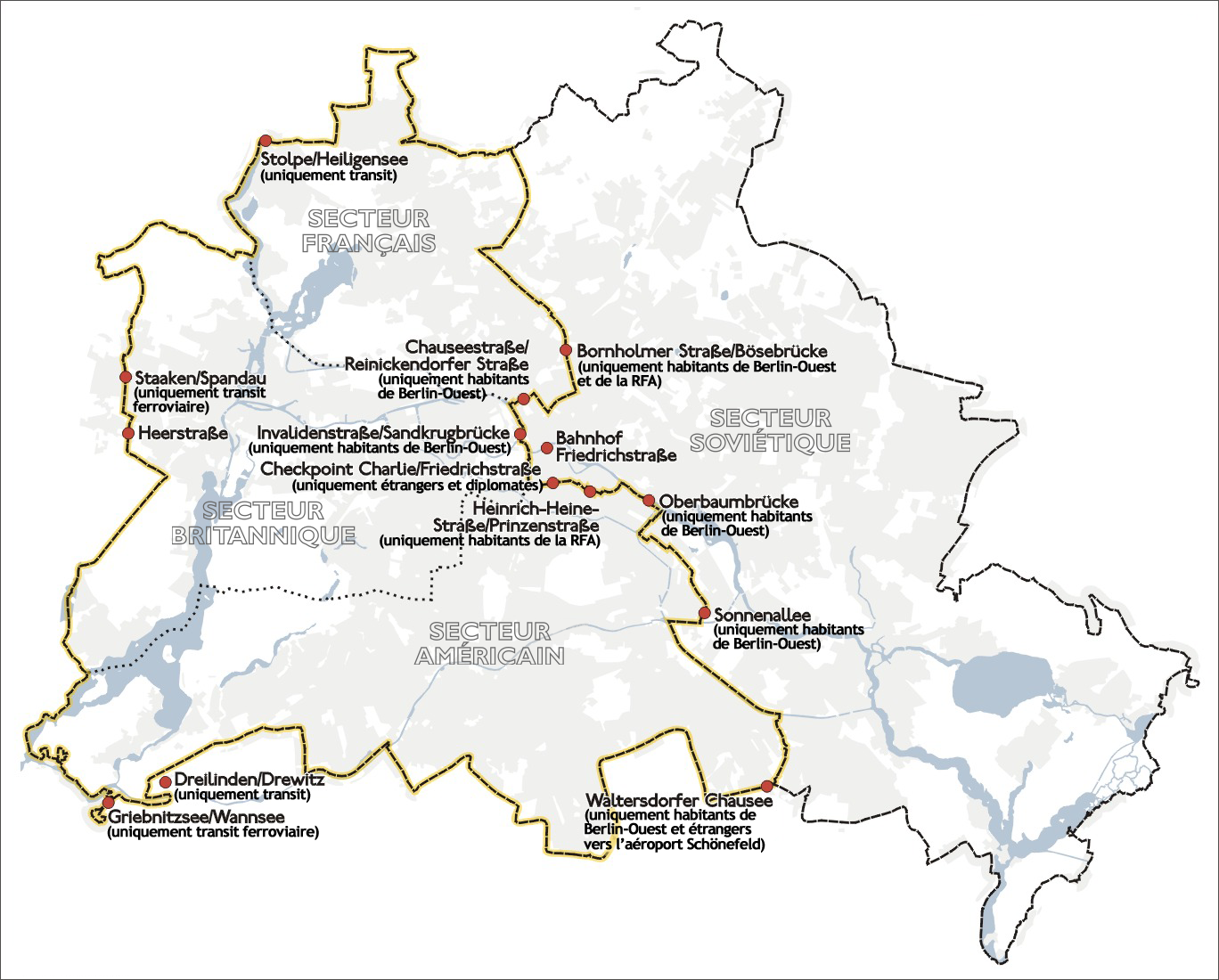
Secteurs d'occupation de Berlin, tracé du Mur et points de passage (1989).

En 1958, les Occidentaux ont fini de mettre en place le système politique, militaire et économique conçu pour arrimer la RFA à l'Ouest dans des conditions qui lui soient suffisamment favorables pour que le peuple allemand puisse y adhérer. Du point de vue des Soviétiques, la situation ainsi créée est acceptable car elle repose pour une bonne part sur une présence militaire américaine forte et durable en RFA via l'OTAN, qui les garantit contre le rétablissement d'un état allemand ayant toute liberté pour un jour envisager d'obtenir par tous les moyens sa réunification. Cependant, la montée en puissance de la RFA et ses ambitions nucléaires affichées finissent par inquiéter Moscou.
Symétriquement, la RDA est devenue un membre à part entière du Bloc de l'Est et son redressement économique est spectaculaire depuis que Moscou a mis fin à sa politique de réparations de guerre. Mais les faiblesses économiques et sociales de la RDA, qui requiert un fort soutien permanent, préoccupent les Soviétiques au plus haut point.

### La crainte de la nucléarisation de la RFA

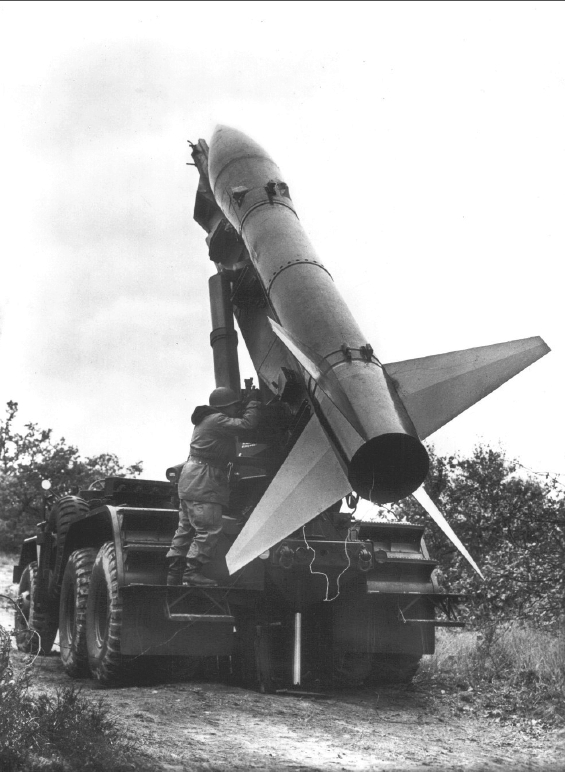
Missile nucléaire tactique MGR-1 Honest John déployé en RFA en 1960

Le réarmement de la RFA inquiète l'URSS : la création d'une armée allemande, la Bundeswehr, placée sous le commandement intégré de l'OTAN, renforce considérablement le dispositif allié sur le territoire allemand,, quoique par le traité de Paris la RFA se soit engagée à ne pas fabriquer d'armes nucléaires sur son territoire.
Mais Eisenhower veut absolument sur le long terme réduire les dépenses militaires américaines qui ont atteint un niveau très élevé avec la guerre de Corée et le réarmement de la première moitié des années 1950. Il souhaite donc que peu à peu les Européens prennent le relais pour assurer par eux-mêmes leur défense. C'est pourquoi les États-Unis poussent à une unification politique et militaire de l'Europe de l'Ouest. En attendant cette évolution ultime, fortement souhaitée mais incertaine, Eisenhower veut faire reposer la stratégie militaire de l'OTAN sur la dissuasion nucléaire, moins coûteuse que le déploiement de forces conventionnelles capables de faire face à celles du Pacte de Varsovie qui jouissent d'une forte supériorité numérique. Une des conséquences logiques directes de cette stratégie est d'installer des armes nucléaires sur le sol de l'Allemagne de l'Ouest,. Au printemps 1958, l'OTAN valide la directive MC-70 qui entérine le stockage d'armes nucléaires tactiques sur le sol de la RFA et d'autres pays de l'Alliance.
Les Alliés hésitent sur les décisions relatives au contrôle de l'emploi des armes nucléaires et envisagent plusieurs scénarios tandis que le chancelier Adenauer ne cache pas son désir de doter la RFA de l'arme nucléaire.
Les Soviétiques craignent au plus haut point que la RFA finisse par devenir une puissance nucléaire. Ces craintes sont alimentées par les Allemands eux-mêmes qui n'excluent pas cette possibilité et par les puissances occidentales dans le contexte plus vaste de la stratégie nucléaire de l'OTAN et dans les discussions autour de la possibilité de transférer à des pays européens le contrôle et donc la décision d'emploi d'armes nucléaires.

### La dégradation de la situation économique et sociale en RDA
Comme tous les pays du bloc de l'Est, la RDA s'est vu imposer une économie planifiée par Moscou. Le plan septennal (1959-1965) est un échec dès le début. La production industrielle augmente moins vite que prévu. En effet, les investissements sont insuffisants. La collectivisation des terres agricoles entraîne une baisse de la production et une pénurie alimentaire. Les salaires augmentent plus vite que prévu à cause d'un manque de main-d'œuvre provoqué en grande partie par les fuites à l'Ouest. Un important trafic de devises et de marchandises, néfaste à l'économie est-allemande, passe par Berlin. La RDA se trouve à la fin des années 1950 au bord de l’effondrement économique et social, et la situation ne peut que se dégrader davantage à cause de l'émigration massive via Berlin.

### L'émigration massive vers la RFA
| Année | Nombre d'émigrants |
| ----- | ------------------ |
| 1949  | 129 245            |
| 1950  | 197 788            |
| 1951  | 165 648            |
| 1952  | 182 393            |
| 1953  | 331 390            |
| 1954  | 184 198            |
| 1955  | 252 870            |
| 1956  | 279 189            |
| 1957  | 261 622            |
| 1958  | 204 092            |
| 1959  | 143 917            |
| 1960  | 199 188            |
| 1961  | 207 026            |
| Total | 2 738 566          |

Depuis sa création en 1949, la RDA subit un flot d'émigration croissant vers la RFA, particulièrement à Berlin. La frontière urbaine est difficilement contrôlable, contrairement aux zones rurales déjà très surveillées.
Plus de 2,7 millions d'Allemands fuient la RDA par Berlin entre 1949 et 1961, privant le pays d’une main-d'œuvre indispensable au moment de sa reconstruction et montrant à la face du monde leur faible adhésion au régime communiste. Émigrer ne pose pas de difficulté majeure car, jusqu’en août 1961, il suffit de prendre le métro ou le chemin de fer berlinois pour passer d'Est en Ouest, ce que font quotidiennement des Berlinois pour aller travailler. Les Allemands appellent cette migration de la RDA communiste à la RFA capitaliste : « voter avec ses pieds ». De plus, Berlin-Ouest joue aussi le rôle de porte vers l'Ouest pour de nombreux Tchèques et Polonais. Comme l'émigration concerne particulièrement les jeunes actifs, elle pose un problème économique majeur et menace l'existence même de la RDA.
En outre, environ 50 000 Berlinois sont des travailleurs frontaliers, travaillant à Berlin-Ouest mais habitant à Berlin-Est ou dans sa banlieue où le coût de la vie et de l'immobilier est plus favorable. Le 4 août 1961, un décret oblige les travailleurs frontaliers à s'enregistrer comme tels et à payer leurs loyers en Deutsche Mark (monnaie de la RFA). Avant même la construction du Mur, la police de la RDA surveille intensivement aux points d'accès à Berlin-Ouest ceux qu'elle désigne comme « contrebandiers » ou « déserteurs de la République ».

## Récit chronologique de la seconde crise de Berlin

### L'ultimatum de Khrouchtchev (novembre - décembre 1958)
Berlin-Ouest, au cœur même de la RDA, est un témoin de l'écart économique qui se creuse entre l'Est et l'Ouest, extrêmement visible de la population. Elle est aussi pour les Occidentaux une base de propagande et d'action secrète qui exaspère les dirigeants est-allemands. Mais du fait de son caractère indéfendable militairement, Berlin-Ouest est le point faible des Occidentaux. C'est donc le levier que Khrouchtchev choisit d'utiliser en novembre 1958 pour tenter d'obtenir des Occidentaux un règlement d'ensemble de la question allemande qui sécurise et pérennise définitivement la RDA, dont il ne peut à aucun prix risquer qu'elle ne s'écroule. Si la question avait seulement été d'arrêter le flot d'immigration de RDA vers la RFA, il ne se serait pas écoulé plus de deux ans et demi entre l'ultimatum de Khrouchtchev et l'édification du Mur,.
Le 27 novembre 1958, l'URSS remet aux Américains, aux Britanniques et aux Français, ainsi qu'au gouvernement ouest-allemand, une note de Nikita Khrouchtchev. Dans ce document de 9 600 mots,, le premier secrétaire du Parti communiste de l'Union soviétique exige le départ des troupes occidentales dans les six mois et propose d'abroger le statut quadripartite de l'ancienne capitale du Reich, pour transformer Berlin en une « ville libre » démilitarisée, dotée d'un gouvernement propre garanti par les quatre puissances ex-occupantes, la RDA, la RFA, voire l'ONU. La ville entretiendrait des relations privilégiées avec la RDA et l'URSS, en particulier en « interdisant toute activité subversive » » contre la RDA et en accroissant son commerce avec l'Union soviétique.
Cette note, connue sous le terme d'« ultimatum de Khrouchtchev »,, fait suite aux échanges que le dirigeant soviétique a eus avec Władysław Gomułka, le leader polonais, et Walter Ulbricht. Dans une conférence de presse qu'il tient le même jour au Kremlin, Khrouchtchev n'hésite pas à qualifier Berlin-Ouest d'« espèce de tumeur cancéreuse » sur laquelle il propose une « opération chirurgicale » ». Il déclare cependant que sa démarche n'est pas un ultimatum. L'arrière-pensée manifeste de cette proposition est d'intégrer complètement la ville dans le domaine d'influence soviétique. La rédaction en est relativement ambiguë, mais elle ressemble davantage à un diktat qu'à une simple proposition : Khrouchtchev accorde par exemple seulement six mois aux Occidentaux pour entamer des « négociations ». Il se montre cependant particulièrement menaçant en ajoutant : « Seuls des fous pourraient aller jusqu'à déclencher une autre guerre pour défendre le privilège d'occuper Berlin-Ouest ». Deux jours après l'ultimatum de Khrouchtchev, Walter Ulbricht déclare qu'il considérerait un nouveau pont aérien destiné à ravitailler Berlin-Ouest comme une menace militaire dirigée contre la RDA.
Face à l'ultimatum soviétique, les Occidentaux font le choix de la fermeté. Pour les élections à la Chambre des députés de Berlin-Ouest, le Bourgmestre-gouverneur de Berlin (social-démocrate) Willy Brandt et le chancelier fédéral (démocrate-chrétien) Konrad Adenauer font campagne ensemble pour battre les communistes du SED qui obtiennent moins de 2 % des voix. Réunis à Paris le 14 décembre 1958, les ministres des Affaires étrangères des quatre puissances occidentales, les États-Unis, le Royaume-Uni, la France et la RFA rejettent l'ultimatum soviétique du 27 novembre, déniant aux Soviétiques le droit d'abroger unilatéralement les droits des Occidentaux à Berlin-Ouest. Deux jours plus tard, le Conseil de l'OTAN publie à son tour une déclaration de rejet.
Le 31 décembre 1958, la réponse officielle des États-Unis à l'ultimatum soviétique en récuse la dénonciation unilatérale des accords relatifs à Berlin, signés à la fin de la guerre et confirmés à plusieurs reprises depuis. Elle laisse cependant ouverte la possibilité d'ouvrir des négociations d'ensemble sur la question allemande, pour peu qu'elles ne se déroulent pas sous contrainte d'un ultimatum de délai.

### Le temps de la diplomatie (janvier 1959 - juin 1961)
En effet, le 5 janvier 1959, des discussions tripartites entre alliés occidentaux s'ouvrent à Washington en vue de déterminer une position commune sur Berlin. Ces échanges sont rapidement élargis à la RFA. Le 10 janvier 1959, l'Union soviétique transmet aux États-Unis un projet de traité de paix englobant l'ensemble de la question allemande, et pas seulement Berlin, articulé autour de sa réunification sous la forme d'un État neutre,. Dans une note du 16 février, les Occidentaux proposent à Moscou la tenue d'une conférence internationale.
Après de nombreux échanges diplomatiques, les Soviétiques acceptent le 30 mars la proposition occidentale de tenue d'une Conférence des ministres des Affaires étrangères des Quatre,, avec la participation de “Conseillers allemands” de l'une et l'autre République, qui s'ouvre le 11 mai 1959 à Genève. Après 25 réunions plénières, la conférence est ajournée le 5 août, sans qu'un accord soit trouvé,,. Toutefois le 3 août, Eisenhower et Khrouchtchev annoncent simultanément qu'ils sont convenus de rencontres informelles à l'occasion de visites dans leurs pays respectifs, une première depuis l'avènement de l'URSS.
Le 15 septembre 1959, Khrouchtchev entame une longue tournée aux États-Unis qui s'achève par trois jours de rencontre avec Eisenhower à Camp David du 25 au 27 septembre, dans un climat de détente, qui aboutissent à un accord a minima : Khrouchtchev renonce à une date butoir de règlement de la question de Berlin en échange de l'acceptation par Eisenhower de l'organisation d'un sommet des 4 grandes puissances dans les prochains mois pour tenter de trouver un accord sur la question allemande et d'autres sujets y compris des questions de désarmement.
Eisenhower reste fidèle jusqu'à la fin de son mandat à la stratégie de défense de l'Europe basée sur l'arme nucléaire et par voie de conséquence il n'est pas prêt à un compromis avec les Soviétiques au prix d'un renoncement à la possibilité que la RFA devienne une puissance nucléaire. Dulles souhaite une approche plus flexible de la question afin de limiter le risque d'engagement des États-Unis dans une guerre nucléaire, mais il soutient globalement les vues d'Eisenhower qui ne répondent pas aux demandes soviétiques sur ce sujet majeur à l'origine de la crise.
Ce sommet s'ouvre à Paris le 14 mai 1960 dans un contexte tendu par l'incident de l'avion espion U2 abattu quelques jours auparavant par les Soviétiques. Il s'interrompt le 16 mai en raison de la polémique déclenchée par cet incident et de l'impossibilité qui en découle d'aborder les sujets prévus,. Peu après le sommet, de Gaulle dénonce l'utilisation de cet incident pour faire échec à la conférence et réaffirme la solidarité occidentale.
Cet échec marque la fin des espoirs suscités dans le monde par la politique de coexistence initiée par Khrouchtchev et le dégel diplomatique qui s'ensuit mais qui n'auront finalement débouché que sur peu de résultats tangibles. La situation se fige dans l'attente de l'élection aux États-Unis du président qui succédera à Eisenhower. Kennedy gagne face à Nixon d'une courte tête et s'installe à la Maison-Blanche le 20 janvier 1961.

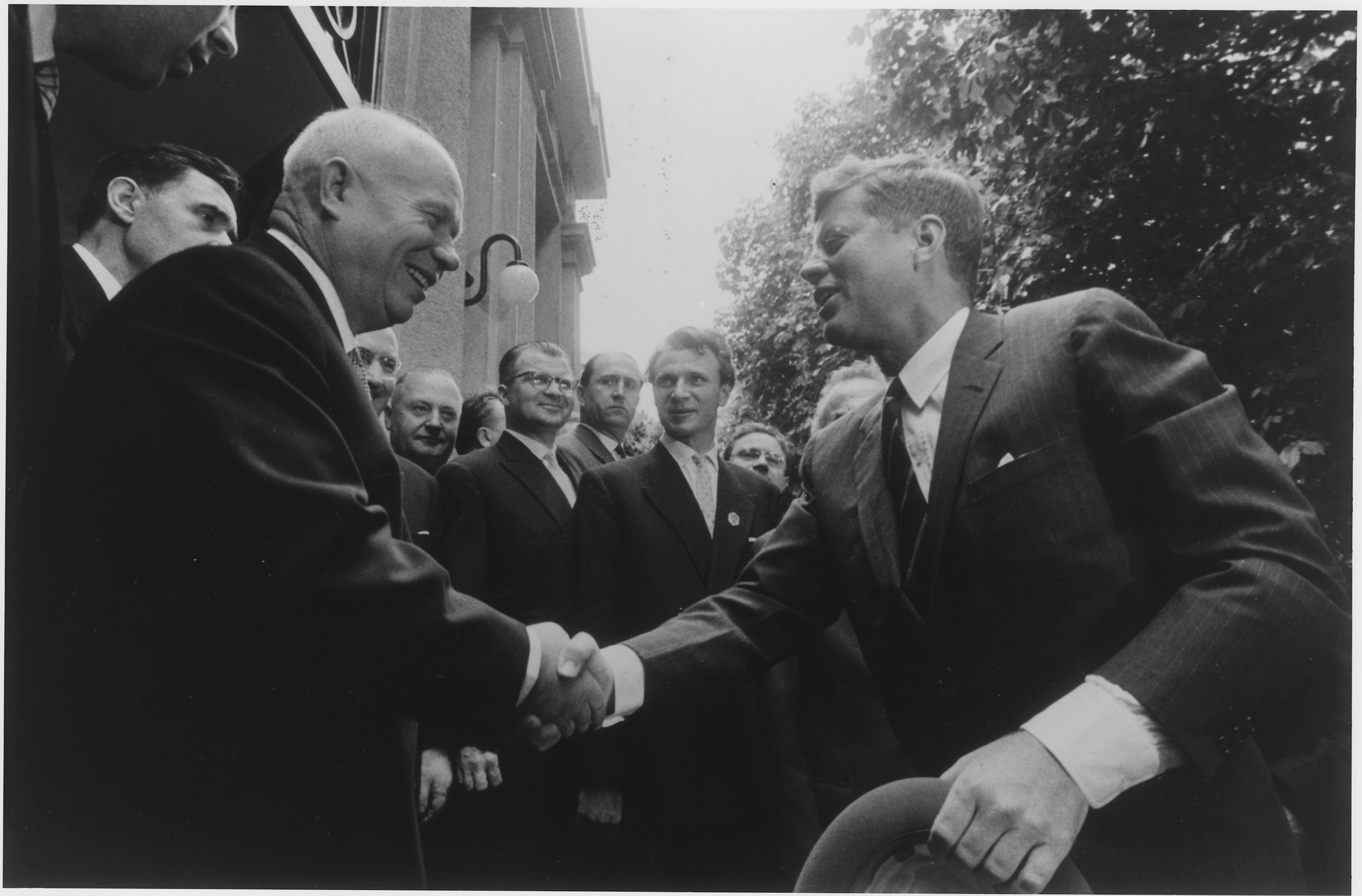
Poignée de mains à Vienne entre Khrouchtchev et Kennedy

 À peine élu, Kennedy réunit le 11 février 1961 son premier Conseil pour fixer une ligne politique vis-à-vis de Moscou,. La position américaine connaît avec l'arrivée de Kennedy à la présidence un changement profond. Kennedy reconnaît la légitimité des attentes de Soviétiques relativement à leur zone d'influence en Europe de l'Est et à leur sécurité. Il pense que les États-Unis et l'Union soviétique sont deux grandes puissances qui doivent pouvoir vivre en paix en préservant leurs intérêts vitaux. Kennedy en conclut très vite que la RFA ne doit pas devenir une puissance nucléaire, et que corollairement les États-Unis doivent durablement maintenir des troupes en Europe pour garantir la sécurité de l'Europe de l'Ouest. Il engage donc la diplomatie américaine sur deux fronts consistant l'un à obtenir des Allemands, et si possible des Français et des Anglais de renoncer à l'arme nucléaire, l'autre à convaincre Khrouchtchev qu'en échange de ces garanties de sécurité, il accepte le maintien du statu quo en Allemagne et à Berlin. Souhaitée par Kennedy dès février, mais repoussée en raison des tensions résultant du débarquement de la baie des Cochons, la rencontre entre Kennedy et Khrouchtchev se tient finalement à Vienne les 3 et 4 juin 1961. Au-delà des sourires et poignées de mains pour les photographies officielles, elle se passe dans une ambiance tendue et chacun reste sur ses positions. Khrouchtchev réitère les termes de son ultimatum de 1958, en réaffirmant la menace de la signature d'un traité de paix direct avec la RDA, qui rendrait caducs les accords signés à la fin de la Seconde Guerre mondiale, et mettrait ainsi de facto Berlin-Ouest à la merci du régime d'Allemagne de l'Est.

### La construction du mur (juin 1961 - août 1961)

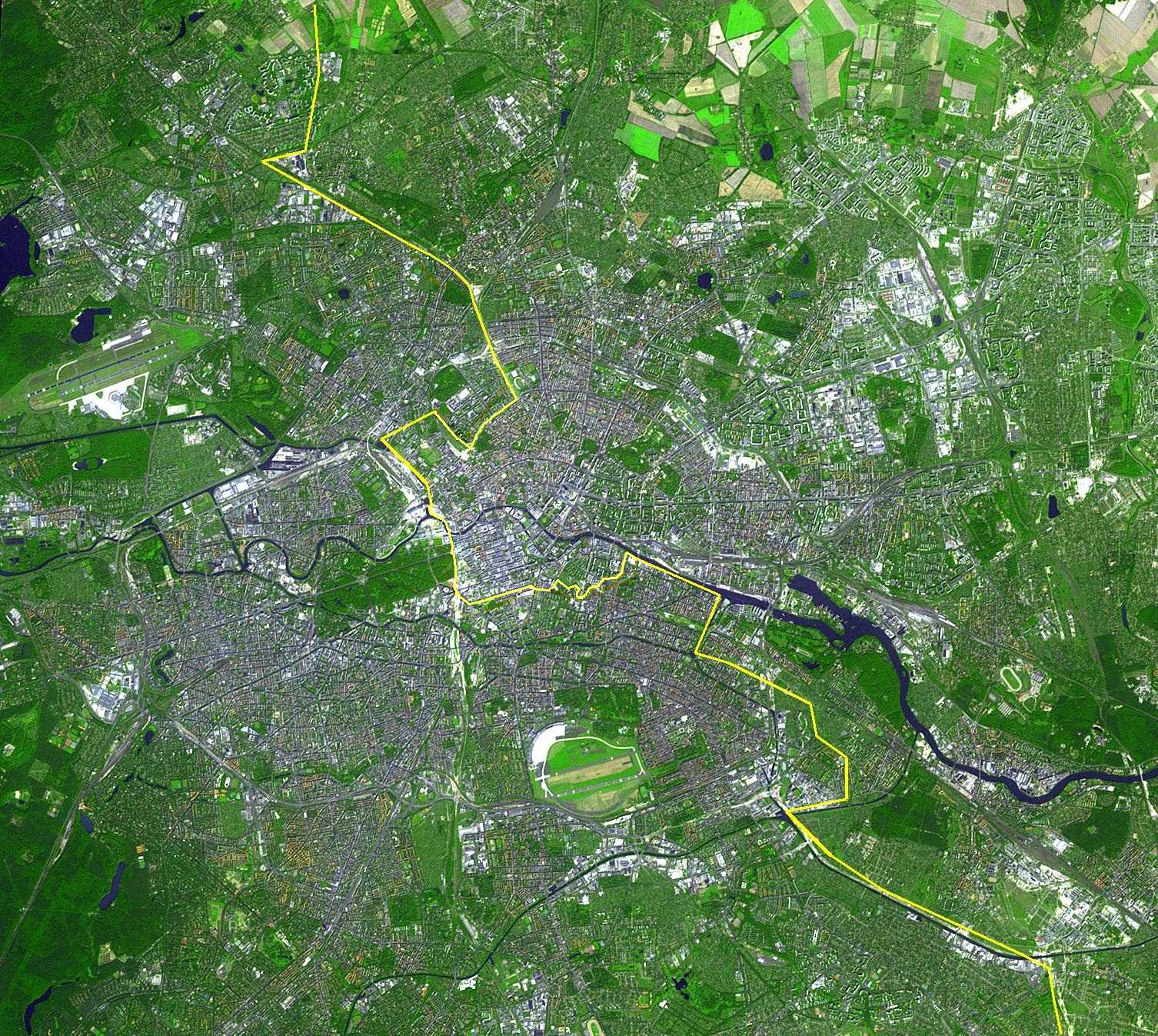
Tracé du Mur sur une image satellite (ligne jaune)

Les Allemands de l'Est voient dans cet échec une occasion d'obtenir enfin de Moscou l'autorisation d'agir. Les préparatifs de construction du mur commencent en secret, même si le 15 juin Ulbricht déclare que « personne n'a l'intention de construire un mur. » Le même jour Khrouchtchev réaffirme qu'il n'est plus possible de retarder la conclusion d'un traité de paix avec l'Allemagne. Ces déclarations inquiètent ceux qui songent à passer à l'Ouest : le lendemain le chiffre record de 4 770 réfugiés sera atteint. Pendant les deux premières semaines d'août 1961, riches en rumeurs, plus de 47 000 citoyens est-allemands passent en Allemagne de l'Ouest via Berlin.
Sur la base des documents déclassifiés à ce jour, il semble que les services secrets occidentaux n'ont eu connaissance du projet de construction du mur que dans les heures qui ont précédé le début des travaux,,. Les sources de renseignement mettent surtout l'accent sur le fait que Khrouchtchev se trouve dans l'obligation d'adopter une posture de diplomatie au bord du gouffre afin de faire face aux critiques internes dont il est l'objet faute d'avoir obtenu le moindre résultat concret depuis l'ultimatum lancé presque trois ans auparavant.
Les Occidentaux cependant ont en tête que la fermeture de la frontière entre Berlin-Ouest et Berlin-Est pourrait constituer une solution pour les Soviétiques et le régime est-allemand. Dans les semaines qui suivent son arrivée au pouvoir, Kennedy évoque cette possibilité avec ses conseillers. Deux semaines avant sa construction, des déclarations comme celles du sénateur W. Fulbright donnent acte par avance aux Allemands de l'Est de leur droit à fermer la frontière, mais provoquent la colère des responsables politiques ouest-allemands,,. Le discours ferme de Kennedy du 25 juillet insiste sur la préservation de la liberté des berlinois de l'ouest et justifie le renforcement des moyens militaires américains mais n'identifie pas la fermeture de la frontière comme inacceptable, ce qui contribue sans doute à encourager Khrouchtchev à prendre enfin une décision.
L'absence de succès diplomatique plus de deux ans et demi après son ultimatum met Khrouchtchev dans une impasse qui le pousse à agir, d'autant plus que la Chine prône ouvertement une ligne très dure vis-à-vis des États-Unis. De plus Ulbricht presse Khrouchtchev de trouver une solution pour arrêter l'hémorragie en augmentation constante. Les archives disponibles à ce jour ne donnent pas d'information précise et irréfutable sur le processus de décision qui conduit à la fermeture de la frontière entre Berlin-Est et Berlin-Ouest. Le plus probable est que cette décision est définitivement entérinée au cours de la première semaine d'août 1961 dans le cadre ou en marge du sommet du Pacte de Varsovie qui se tient à Moscou. La déclaration finale de ce sommet stipule la nécessité de « contrecarrer à la frontière avec Berlin-Ouest les agissements nuisibles aux pays du camp socialiste et d'assurer autour de Berlin-Ouest une surveillance fiable et un contrôle efficace. ».
Lors de plusieurs interventions publiques dans les jours précédents l'érection du Mur de Berlin, Khrouchtchev alterne des propos dans la veine de la diplomatie nucléaire ou au contraire manifestant une volonté d'apaisement dans la question allemande,. Les Soviétiques prennent soin dans les quelques jours précédant la construction du Mur de passer à plusieurs de leurs interlocuteurs occidentaux des messages visant à les rassurer par avance sur les intentions du Kremlin, et notamment sur le fait qu'il ne serait pas porté atteinte à leurs droits à Berlin-Ouest : typiquement, le maréchal Koniev rassure les Occidentaux sur le fait que, quoi qu'il puisse se passer, Berlin-Ouest n'est pas menacé. Les Soviétiques souhaitent ainsi désamorcer par avance une réaction brutale des Occidentaux.
Dans la nuit du 12 au 13 août 1961, les forces armées de la RDA bloquent les rues et les voies ferrées menant à Berlin-Ouest. Des barbelés sont installés pour empêcher tout passage, ils seront rapidement remplacés par un véritable mur bordé d'un no man's land, dès lors que les Soviétiques acquièrent la certitude que les Occidentaux laisseront faire. Les pays membres du pacte de Varsovie publient, le même jour, une déclaration pour soutenir le bouclage de la frontière entre les deux Berlin. Les Alliés ne réagissent que par des prises de position, car la fermeture de la frontière n'est pas considérée comme un "casus belli". Les commandants des secteurs occidentaux de Berlin adressent une simple note de protestation contre la construction du Mur,.

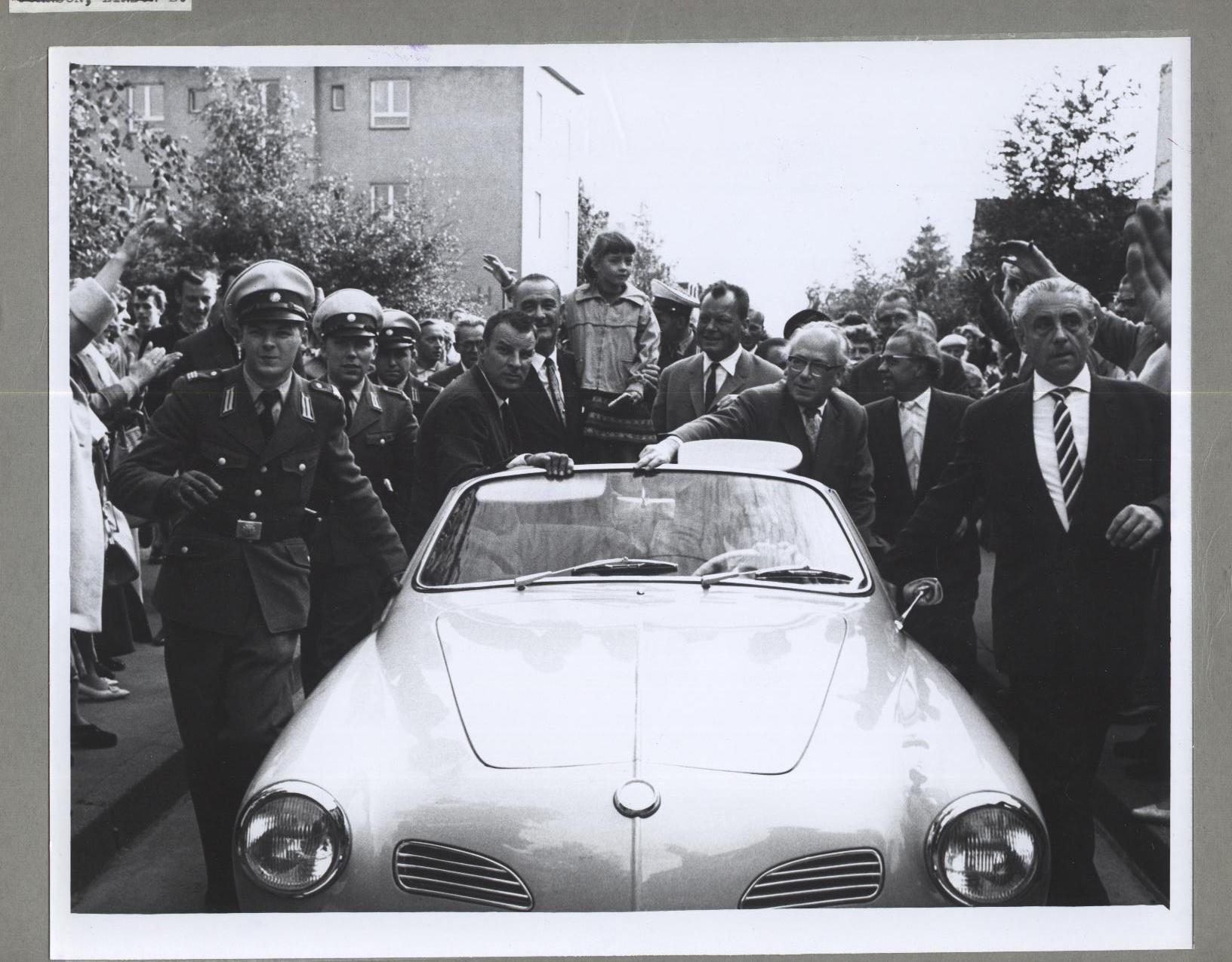
Willy Brandt et le Vice-président Johnson dans les rues de Berlin-Ouest le 20 août.

Seul le maire de Berlin-Ouest Willy Brandt émet une protestation énergique – mais impuissante – contre l'emmurement de Berlin et sa coupure définitive en deux. Sa déclaration est sans ambiguïté : « Sous le regard de la communauté mondiale des peuples, Berlin accuse les séparateurs de la ville, qui oppressent Berlin-Est et menacent Berlin-Ouest, de crime contre le droit international et contre l’humanité (...) ». Le 16 août 1961, une manifestation de 300 000 personnes entoure Willy Brandt pour protester devant le Rathaus Schöneberg, siège du gouvernement de Berlin-Ouest. Le même jour, Willy Brandt écrit à Kennedy pour lui demander de réagir avec force. Le 8 septembre, le gouvernement Ouest-allemand le qualifie de « mur de la honte ». Quelques semaines plus tard, à l'occasion d'un discours qu'il prononce à Moscou au XXIIe Congrès du PCUS, Walter Ulbricht justifie la construction de ce qu'il appelle un « mur de protection antifasciste ».
Le 18 août Kennedy dépêche son vice-président Lyndon Johnson et le général Lucius Clay, héros du Blocus de Berlin de 1948. Il annonce aussi l'envoi immédiat de 1 500 soldats en renfort de la garnison de Berlin. Il répond aussi à Willy Brandt. Kennedy confie peu après à l'un de ses conseillers que « le mur n'est pas une très bonne solution, mais c'est diablement mieux qu'une guerre ».

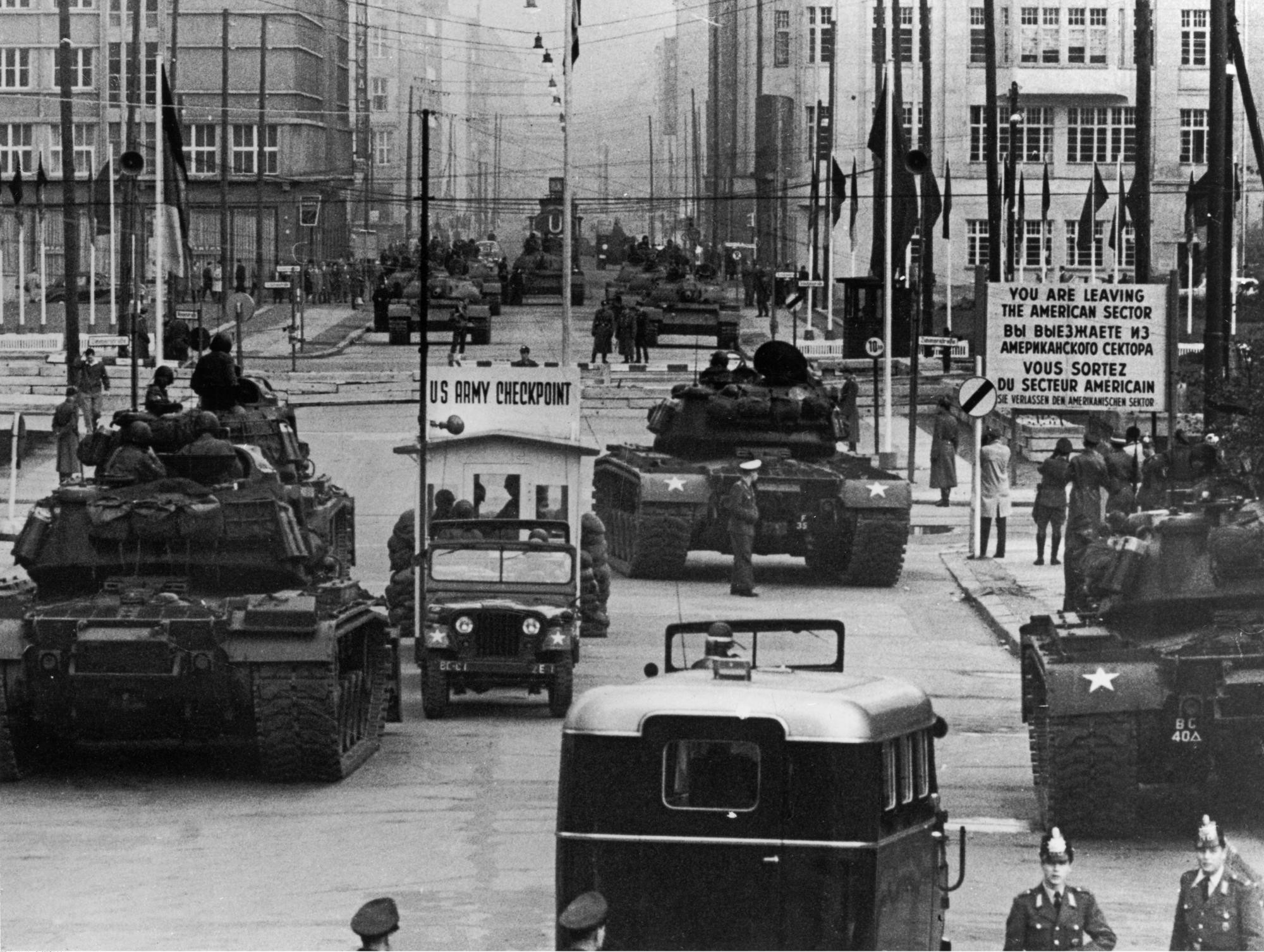
M48 Patton de la Berlin Brigade américaine en face à face avec des T-55 du Groupement des forces armées soviétiques en Allemagne en octobre 1961.

La volonté d'apaisement domine à Washington et Moscou, malgré l'attitude plus offensive des Allemands tant à l'Est qu'à l'Ouest. En premier lieu, Moscou lève l'ultimatum relatif à la conclusion d'un traité de paix : Khrouchtchev l'annonce publiquement le 17 octobre lors du Congrès du PCUS. Un regain de tension survient les 27 et 28 octobre 1961 lorsque des chars américains et soviétiques se font face à Berlin au checkpoint Charlie par suite d'une initiative prise localement par le commandement militaire américain ; mais d'immédiates et intenses négociations diplomatiques secrètes aboutissent en 48 heures au retrait des chars. Les tensions retombent même si la liberté de circulation dans les couloirs reliant Berlin-Ouest à la RFA est entravée à plusieurs reprises.
L'histoire a principalement retenu de cette longue crise la construction du Mur de Berlin dont les conséquences pour les populations allemandes dureront jusqu'à sa chute en 1989. Le mur, composante de la frontière intérieure allemande, séparera physiquement la ville en Berlin-Est et Berlin-Ouest pendant plus de vingt-huit ans, mettant ainsi fin à l'exode croissant des habitants de la RDA vers la RFA. Il constitue le symbole le plus marquant d'une Europe divisée par le rideau de fer. Sa construction permet à Moscou d'afficher une image de fermeté malgré le fait que les objectifs initiaux d'abandon de Berlin-Ouest par les Occidentaux ne sont pas atteints et qu'en réalité c'est le statu quo qui prévaut au bout de presque trois ans de tensions. La crise de Berlin ne s'arrête donc pas avec la construction du mur, puisqu'un règlement de la question allemande n'est toujours pas en vue.

### Relance d'une politique de négociation avec les soviétiques par Kennedy (août 1961 - 1962)

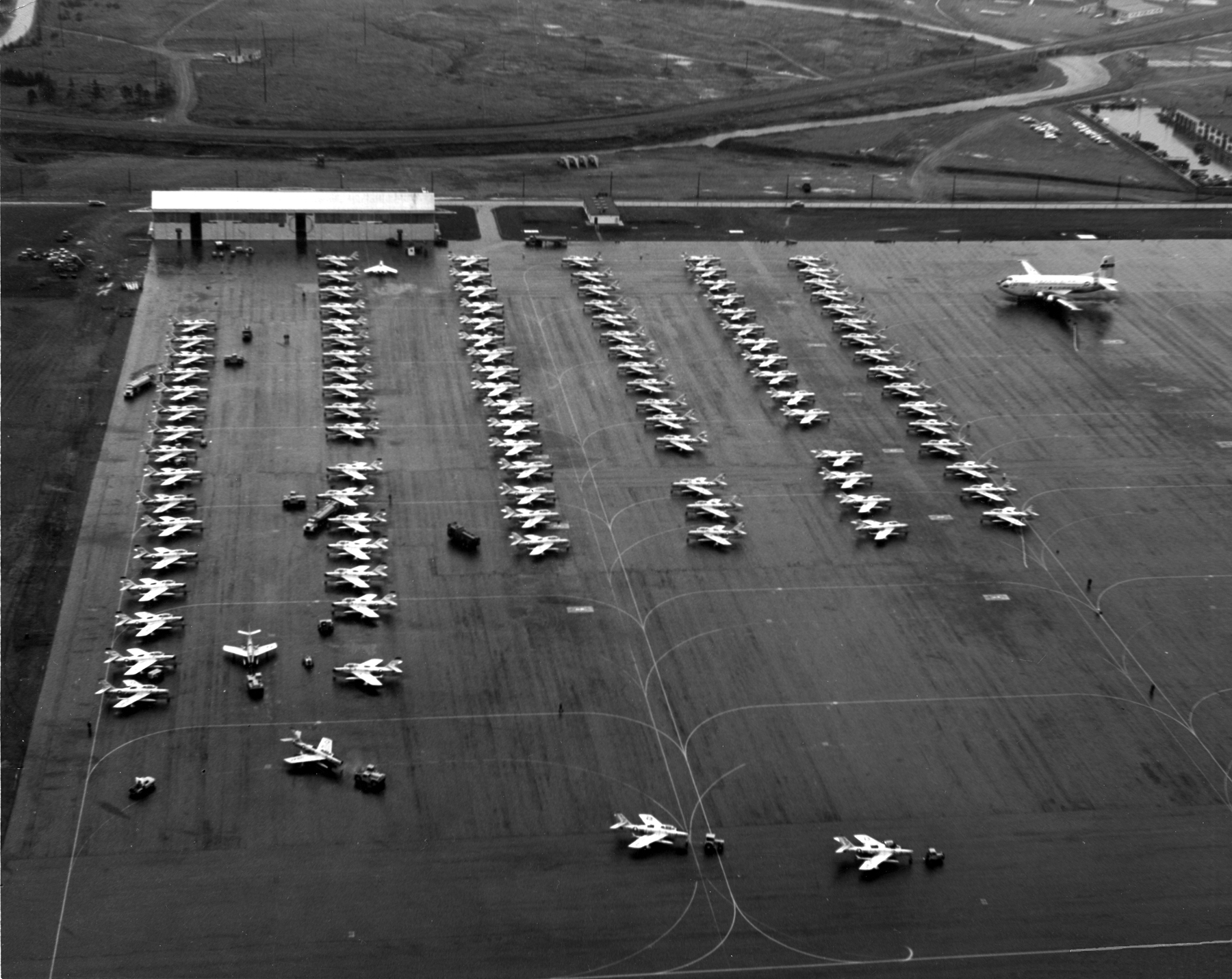
101 Republic F-84F Thunderstreak regroupés sur la base des Forces canadiennes Goose Bay avant d'effectuer un vol de l'Atlantique en Europe en réponse à la crise de Berlin en novembre 1961 pour l'opération Stair Step. Ces appareils retirés en 1958 ont été réactivés à l'occasion de cette démonstration de force qui a concerné 200 avions de combat au total. C'est alors le plus grand déploiement aérien américain depuis la Seconde Guerre mondiale.

Kennedy s'oriente vers une politique active de négociation avec les Soviétiques ; à l'adresse de son Secrétaire d'État Dean Rusk, il définit le 21 août les grandes lignes d'une nouvelle politique qui sert de base aux rencontres avec Gromyko en septembre et octobre 1961,. Le principe en est que les Soviétiques doivent accepter le maintien du statu quo actuel, en échange de l'engagement des États-Unis qu'ils demeureront les garants de la paix en Europe et ne laisseront pas la RFA accéder au rang de puissance nucléaire. Lors de sa rencontre avec Macmillan le 28 avril 1962, Kennedy s'exprime clairement sur le fait qu'il ne veut en aucune façon que la RFA devienne une puissance nucléaire. La pression exercée par les États-Unis sur la France et la Grande-Bretagne pour qu'elles renoncent à leurs armes nucléaires a pour principal objet de faciliter l'acceptation de ce renoncement par les Allemands.
En 1961 et début 1962, Kennedy impose clairement le fait que le commandement de l'OTAN n'a pas d'autonomie vis-à-vis du gouvernement américain et doit appliquer la politique définie par Washington. Le général Norstad est remplacé par le général Lemnitzer. De la même manière qu'il centralise les décisions en matière de sécurité et de contrôle sur les armes nucléaires, Kennedy considère que les alliés européens doivent s'aligner sur la ligne politique de Washington. En 1961 et 1962, il s'exprime à de nombreuses reprises dans ce sens auprès des dirigeants européens, notamment lors de sa rencontre avec André Malraux le 11 mai 1962,. La raison en est que, dès lors que l'Europe dépend des États-Unis pour sa défense, elle doit en accepter le prix, c'est-à-dire ne pas se mettre en travers des positions américaines notamment touchant l'Allemagne et Berlin, comme de Gaulle et Adenauer ont souvent tendance à le faire.

### «Une crise de Cuba? Non, une crise de Berlin!»(octobre 1962)
Le Mur devient progressivement un ouvrage de plus en plus considérable ce qui incite les Occidentaux à penser qu'il s'agit là d'une solution durable aux yeux de la RDA et de l'Union soviétique. Cependant, l'existence sporadique de restrictions à la liberté de circulation des Occidentaux entre la RFA et Berlin-Ouest entretient une certaine tension. Et aucun accord formel n'a été trouvé avec les Soviétiques.
Un nouveau paroxysme de tension est soudainement atteint en octobre 1962 avec le déclenchement de la crise des missiles de Cuba, dont Kennedy dit « Une crise de Cuba ? Non, une crise de Berlin ! ». Khrouchtchev avait clairement indiqué à Kennedy qu'une fois passées les élections américaines à mi-mandat de novembre 1962, il comptait bien trouver un règlement définitif de la question allemande. C'est pourquoi, suivant en cela les conseils de Thompson récemment revenu de son poste d'ambassadeur à Moscou, Kennedy interprète les intentions de Khrouchtchev à Cuba comme une manœuvre préliminaire à une initiative de plus grande ampleur à Berlin qui le placerait dans une situation très complexe : l'engagement des États-Unis de protéger les 3 millions et demi de berlinois de l'ouest ne tient que par la menace d'emploi d'armes nucléaires contre les russes, du fait de l'impossibilité de les défendre par les moyens militaires conventionnels. Donc montrer une quelconque faiblesse à Cuba en acceptant l'installation des missiles sur l'île pour ne pas prendre le risque d'une confrontation nucléaire, rendrait du même coup peu crédible la posture américaine à Berlin et encouragerait ainsi Khrouchtchev à régler le problème par la force,.
La crise de Cuba s'achève en une quinzaine de jours par un accord de retrait des missiles soviétiques de Cuba qui apparait dans l'immédiat comme une éclatante victoire de Kennedy. Car Khrouchtchev a accepté de retirer ses missiles mais a obtenu une promesse publique américaine de ne pas envahir Cuba, ce que les Américains comptaient probablement faire au vu des manœuvres qu'ils effectuaient au printemps pour renverser un tyran nommé Ortsac (annagramme de Fidel Castro). Par ailleurs l'accord public est complété par un volet secret qui prévoit le retrait d'Europe de tous les missiles américains à moyenne portée. Kroutchchev a ainsi sauvé la face. Un peu plus tard, en décembre 1962 au cours d'une conférence du soviet suprême, il met à nouveau en avant la supériorité militaire de son pays en matière de missiles capables d'atteindre l'Europe et s'en prend au chancelier Adenauer,,.

### Vers la fin de la crise de Berlin (1963)

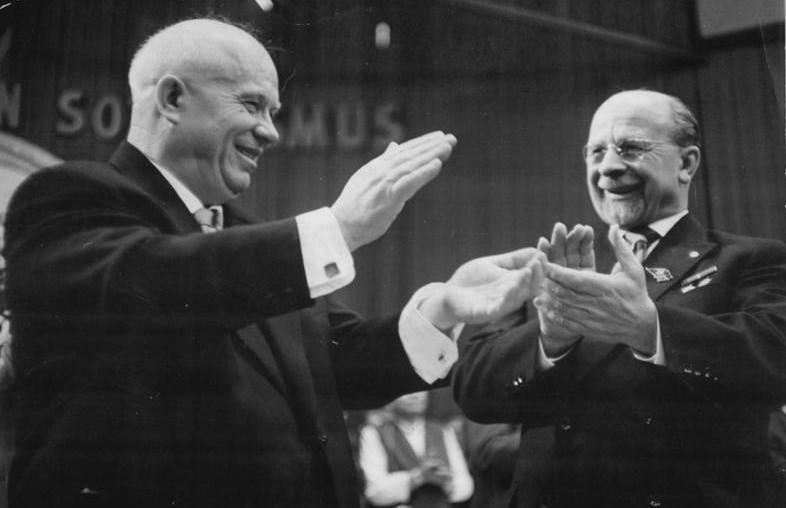
Khrouchtchev et Ulbricht lors du VIe Congrès du SED

Le VIe Congrès du SED se tient à Berlin du 15 au 21 janvier 1963. Ulbricht fait approuver le Nouveau Système Économique de Planification et de Direction (en allemand Neues Ökonomisches System der Planung und Leitung) qui traduit la crise économique dans laquelle se trouve en réalité le régime. Au cours du congrès, Khrouchtchev explique avec ses mots très directs le dilemme socio-économique devant lequel la RDA est placée du fait de son retard par rapport à la RFA. Khrouchtchev parle aussi pour la dernière fois en public de la question de la remise en cause du statut de Berlin en indiquant qu'elle est devenue moins urgente depuis la construction du Mur,,.
Au printemps 1963, les discussions diplomatiques reprennent entre Américains et Soviétiques, une fois retombé le choc de la Crise de Cuba. Ces discussions n'aboutissent à aucun résultat concret. La politique étrangère de l'Union soviétique demeure inchangée et appelle toujours à la signature d'un traité de paix relatif à l'Allemagne et à la neutralisation de Berlin, en contrepartie d'avancées sur la réduction des armements nucléaires.

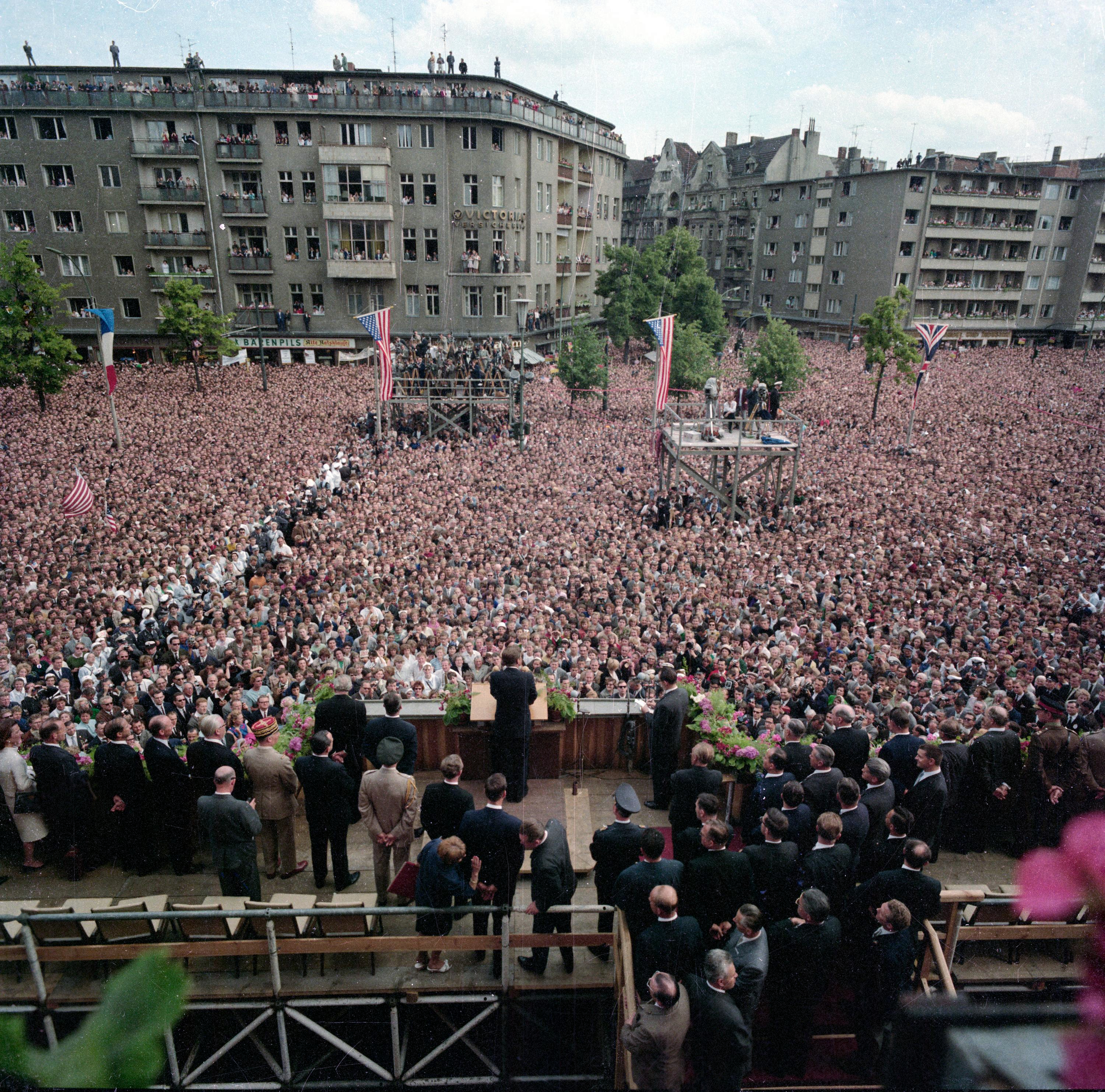
Une foule considérable est venue écouter Kennedy

En visite en Allemagne, Kennedy se rend à Berlin le 26 juin 1963, où il prononce un discours devenu célèbre par cette phrase « Tous les hommes libres, où qu'ils vivent, sont citoyens (...) de Berlin-Ouest, et pour cette raison, en ma qualité d'homme libre, je dis : Ich bin ein Berliner [Je suis un berlinois] »,.
À l'été et à l'automne 1963, la politique soviétique évolue de plus en plus nettement vers la recherche de la détente avec l'Ouest et d'une ouverture vers le développement de relations avec la RFA. La signature en août 1963 du Traité d'interdiction partielle des essais nucléaires en témoigne clairement. Moscou a besoin d'apaiser les tensions sur son flanc ouest, afin de faire face à la dégradation toujours plus prononcée de sa relation avec la Chine. Khrouchtchev ne fait plus allusion à un quelconque délai pour signer une paix séparée avec la RDA ou modifier le statut de Berlin. Cette ouverture à l'Ouest se heurte cependant dans un premier temps à l'intransigeance d'Adenauer qui conduit Khrouchtchev à continuer de soutenir fortement la RDA : il déclare « que le temps n'est plus éloigné où la RDA dépassera la RFA pour tous les indicateurs économiques majeurs et que le meilleur moyen de résoudre la question de la réunification de l'Allemagne est de la réaliser sur une base socialiste ». Mais Adenauer, âgé de 85 ans, doit céder la place à Ludwig Erhard le 16 octobre 1963, tournant ainsi la page de la crise de Berlin.

### Normalisation progressive et conséquences à plus long terme (1963 - 1972)
La construction du Mur a un effet déterminant sur la politique que Willy Brandt mènera d'abord en tant que maire de Berlin-Ouest puis en tant que Chancelier.
Lors des élections du 17 février 1963, les premières depuis la construction du Mur, Willy Brandt est réélu maire très largement, son parti, le Parti social-démocrate d'Allemagne (SPD) l'emportant avec 61,9 % des voix. Avec des hommes comme Egon Bahr, il tente de trouver des solutions pour permettre à des Allemands de l'Est d'émigrer à l'Ouest.
Des accords sur le paiement de rançons sont trouvés qui permettront de juin 1963 à 1989 l'expulsion de RDA d'environ 34 000 prisonniers politiques, pour une somme totale payée par la RFA de 3,5 milliards de DM (soit environ 1,8 milliard d'euros).
Dans les mois qui suivent l'édification du mur, des contacts officieux commencent entre autorités berlinoises de l'Ouest et de l'Est pour permettre de réunir des familles brutalement séparées en août 1961. Il faut cependant attendre deux ans pour qu'un premier accord officiel soit conclu le 17 décembre 1963 qui autorise les Berlinois de l'Ouest à venir visiter leurs parents et amis à l'Est : à Noël 1963, 790 000 personnes en profitent.
Devenu chancelier en 1969, Willy Brandt engage sa politique d'ouverture vers l'Est, connue sous le nom d'Ostpolitik. À la lumière de l'absence de réaction concrète des Occidentaux à la construction du Mur, il est persuadé que ceux-ci, comme les Soviétiques, se satisfont du statu quo issu de la Seconde Guerre mondiale et que le seul moyen à long terme de parvenir à une réunification de l'Allemagne réside dans le développement de relations toujours plus importantes entre l'Ouest et l'Est.
La normalisation définitive interviendra en deux temps, le 3 septembre 1971 avec la signature de l'accord quadripartite sur Berlin, puis par la signature le 21 décembre 1972 du traité fondamental de reconnaissance mutuelle entre la République fédérale d'Allemagne et la République démocratique allemande.

## La ré-émergence de l'Europe dans le concert diplomatique
L'histoire retient surtout de la crise de Berlin des faits qui mettent en évidence le face à face direct entre les États-Unis et l'URSS et qui par conséquent accentuent le rôle prédominant de ces deux superpuissances et mettent dans l'ombre celui de leurs alliés. En réalité, leurs politiques ont été largement influencées par les points de vue de leurs alliés, qu'il s'agisse de la RFA ou de la RDA évidemment concernées au premier chef, mais aussi des autres nations européennes, au premier rang desquelles la France et le Royaume-Uni.

### Adenauer et la renaissance politique de l'Allemagne
Adenauer joue un rôle très important tout au long de la crise.
Au début des années 1950, Adenauer adopte une position très pro-occidentale, sans doute au-delà même des aspirations majoritaires au sein du peuple allemand. Son désir que la RFA soit solidement ancrée à l'Ouest le conduit à ne pas être en réalité très favorable à une réunification de l'Allemagne car il est convaincu qu'elle ne pourrait être acceptée par les Soviétiques que dans un scénario de neutralisation qui rendrait à terme son pays vulnérable à une politique agressive de ces derniers.
Officiellement, son objectif est la réunification de l'Allemagne, mais d'une Allemagne forte qui ne soit pas neutre, ni dépourvue de moyens militaires en propre lui permettant d'assurer sa sécurité. Cette posture conduit Adenauer à soutenir la politique de fermeté affichée par les États-Unis. Adenauer ne veut pas abandonner la possibilité que l'Allemagne puisse se doter de l'arme nucléaire. Eisenhower étant sur la même longueur d'onde, à lui seul cet élément constitutif fort de la position des Occidentaux rend impossible tout accord avec les Soviétiques pour qui ce point est capital.
Dans le même temps, Adenauer se montre un farouche opposant à toute initiative militaire de l'Ouest qui pourrait conduire à une guerre qui n'épargnerait évidemment pas le territoire allemand. Cette double posture, en faveur de la réunification mais contre la guerre, affirmée avec force par Adenauer durant toute la période Eisenhower de la crise ne convient pas du tout aux Américains qui considèrent qu'une posture de fermeté qui ne serait qu'un bluff n'a aucune chance de réussir.
Cependant, sur le fond de la question allemande, le désaccord avec les États-Unis n'est pas si profond, car Adenauer comme Eisenhower ne veulent en réalité pas d'une réunification même s'ils ne peuvent pas le dire ouvertement, mais pensent plus à une solution in fine consistant en un aménagement du statu quo actuel. Profondément Rhénan, Adenauer n'est pas naturellement porté vers les Prussiens de l'Est. Politiquement en outre, il craint que le SPD sorte renforcé de la réunification et que son parti le CDU ne perde le pouvoir.
En 1961 et 1962, sous la présidence de Kennedy, il assouplira sa position en prônant plus activement la recherche d'un compromis afin notamment d'améliorer les conditions de vie des Allemands de l'Est.

### Les pressions de la RDA et de la Chine sur Moscou
La personnalité de Khrouchtchev et le rôle prééminent de l'URSS dans les grandes conférences internationales ont relégué au second plan les mouvements de force au sein même du bloc de l'Est dont les acteurs majeurs sont la RDA et la Chine.
Le leader de la RDA, Walter Ulbricht, est pour beaucoup dans les choix politiques faits par Khrouchtchev tout au long de la crise. Du côté soviétique, la dégradation des relations avec la Chine qui aboutit à une rupture totale en 1960, rend nécessaire de resserrer les liens avec les alliés pour qu'ils ne se tournent pas vers Pékin à l'instar de l'Albanie. Depuis 1952 Ulbricht réclame la fermeture de la frontière à Berlin, ce que Moscou refuse afin de ne pas compromettre sa politique de réunification de l'Allemagne. Ulbricht refuse quant à lui de suivre les conseils de Moscou concernant la politique économique à mener afin de tenter de combler l'écart grandissant entre les économies des deux Allemagnes.

### La France, entre soutien aux États-Unis et développement de l'axe franco-allemand
La Crise de Berlin éclate quelques mois seulement après le retour du général de Gaulle fin mai 1958 à la tête du gouvernement de la France. Elle est au cœur de la politique étrangère de la France dans la mesure où elle en constitue le terrain concret d'application de 1958 à 1962, dans ses composantes atlantique, européenne et de dissuasion nucléaire qui occupent une place prépondérante dans les relations de la France avec les États-Unis et la RFA.
L’indépendance de la France est la « pierre d’angle » de la politique conduite par de Gaulle dès son retour au pouvoir ; elle suppose une défense à la mesure des ambitions affichées, et donc le développement de l’arme nucléaire. De Gaulle refuse donc de s’engager dans les négociations Est-Ouest sur le désarmement qui pourraient déboucher sur l’interdiction des essais nucléaires, alors que la France a besoin de temps puisque ce n’est pas avant 1960 qu’elle sera en mesure de procéder aux premières explosions,. Sa vision de l’histoire à long terme conduit de Gaulle à refuser les hégémonies américaines et soviétiques et à vouloir développer une Europe indépendante. L’indépendance n’écarte ni les amitiés ni les alliances qui sont indispensables à la paix qui constitue la finalité ultime. L’appartenance de la France à l’Ouest et à l’Alliance atlantique est réaffirmée dès son retour par le général de Gaulle qui entretient avec Eisenhower une grande relation de confiance bâtie sur une longue fraternité d'armes. La volonté de de Gaulle d'être un partenaire à part entière dans les décisions touchant la France et notamment celles relatives à la direction de l'Alliance atlantique et à la conduite à tenir vis-à-vis des Soviétiques, ne s'accorde cependant pas facilement avec la volonté de Washington de conserver seul les décisions stratégiques.
L’urgence du moment est la crise déclenchée par l'ultimatum de Khrouchtchev, face auquel de Gaulle adopte d'emblée une position très ferme, dont il ne se départira jamais, afin de ne pas inciter les Soviétiques à formuler de nouvelles exigences,. Les États-Unis disposent encore d'une supériorité nucléaire qui les conduit à adopter, face à l'ultimatum de Khrouchtchev, une attitude très ferme qui a l'assentiment de de Gaulle. Les consultations politiques et militaires entre Washington, Londres et Paris sont intenses ; les Français acceptent de participer à l'état-major tripartite Live Oak mis en place le 4 avril 1959. Pour autant, s'ils acceptent comme les Britanniques que des plans d'urgence en cas d'escalade militaire soient préparés sous la direction du General Norstad, ils ne lui délèguent pas leur autorité pour leur mise en œuvre.
Avec Kennedy, les malentendus entre la France et les États-Unis vont se développer à un tel point que les désaccords sur de nombreux sujets finissent par être exposés publiquement par les deux Présidents. Le terrain d'entente entre les deux pays se trouve bientôt limité au seul fait que la France appartient au camp occidental et demeure l'allié des États-Unis, comme le soutien apporté par de Gaulle à Kennedy lors de la crise de Cuba le démontre de manière spectaculaire, au prix de vives réactions des Soviétiques. Kennedy estime que les États-Unis assurent la défense de l'Europe ce qui leur donne en retour le droit d'attendre des Européens qu'ils se rallient à la politique qu'ils veulent mener sur le Continent et vis-à-vis des Soviétiques. Lorsque Washington engage des négociations avec les Soviétiques peu après l'édification du Mur, de Gaulle sans s'y opposer fortement, fait clairement savoir qu'il n'en voit pas l'utilité car il n'y a selon lui rien à négocier. De Gaulle fait de la détente une condition préalable au règlement de la question allemande et pas une conséquence : les gesticulations nucléaires de Khrouchtchev, la crise de Cuba et le soutien apporté par les Russes dans le tiers monde à des mouvements communistes, lui font considérer que ces négociations sont sans objet. La volonté du Général de Gaulle de développer une force nucléaire indépendante déplaît fortement aux Américains qui craignent un effet de contagion en RFA et attachent une importance considérable aux négociations relatives au désarmement nucléaire qui sont contrecarrées par l'émergence de la France comme quatrième puissance nucléaire,.

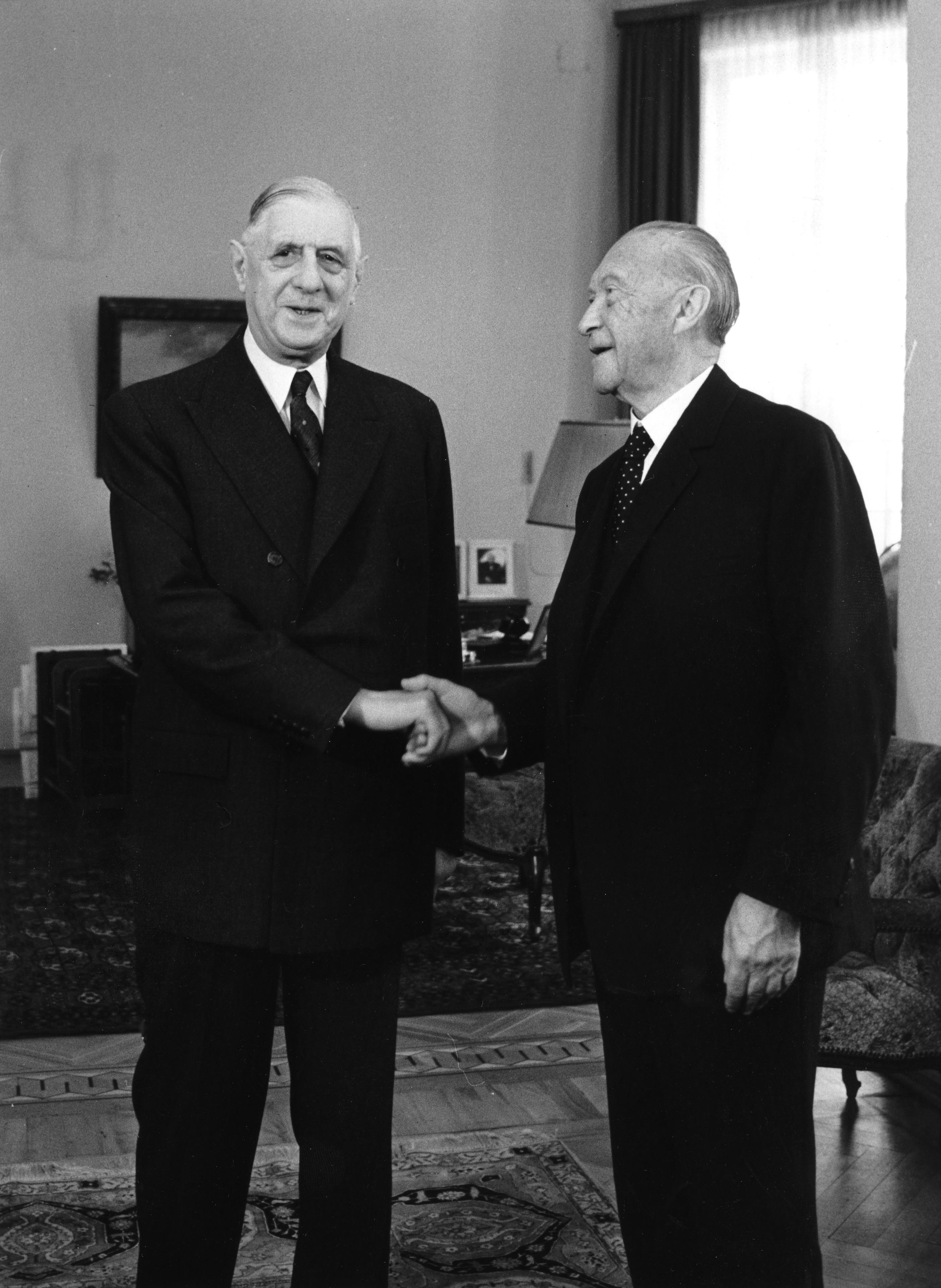
Charles de Gaulle et Konrad Adenauer en 1963.

Enfin, de Gaulle joue le développement d'une relation forte entre la France et l'Allemagne, dont il souhaite faire le point de départ d'une Europe indépendante, capable d'assurer par elle-même sa défense et de définir son destin sans être soumis aux volontés de Washington ou de Moscou. La France veut avant tout préserver l'ancrage de la RFA à l'Ouest et pour cela il est nécessaire d'afficher une grande fermeté au regard des exigences et menaces de Moscou, afin de ne pas s'aliéner l'opinion publique allemande. De Gaulle et Couve de Murville imaginent qu'un accord devrait être trouvé selon des modalités proches du statu quo actuel, mais en franchissant des pas vers la reconnaissance de fait de la RDA et celle formelle de la ligne Oder-Neisse comme frontière définitive entre la Pologne et l'Allemagne, et en développant les relations entre les deux Allemagnes.
La réconciliation franco-allemande suit de 1958 à 1963 un cours exactement parallèle à celui de la crise de Berlin, qui en est un des moteurs mais aussi un sujet qui en souligne les limites, car la France et encore moins la RFA ne peuvent s'affranchir entièrement de l'allié américain pour leur sécurité et leur développement économique. De septembre 1958, date de la première rencontre entre de Gaulle et Adenauer, à janvier 1963, date de la signature du traité de l'Élysée, les rencontres entre les deux dirigeants sont cependant systématiquement l'occasion d'arborer un front uni vis-à-vis de Moscou.

### La politique de la Grande-Bretagne, démarquée de celle des États-Unis
Malgré les liens forts existant entre les Américains et les Britanniques et leur convergence de vues les années précédentes sur la plupart des grands sujets, le gouvernement britannique d'Harold Macmillan est très hostile à la posture va-t-en-guerre des Américains. Les Anglais ne veulent pas d'une guerre pour sauver Berlin, dont ils pensent qu'elle frapperait très durement leur pays et beaucoup moins les États-Unis. Macmillan mène une campagne diplomatique intense et va à Moscou pour négocier avec Khrouchtchev. Les Britanniques ont en tête un compromis global sur la question allemande que les Américains ne soutiennent en aucune façon.
Dans cette logique de recherche d'une solution négociée, des entretiens entre Harold Macmillan et Khrouchtchev débutent le 21 février 1959 à Moscou. Mais ils s'achèvent le 3 mars sans qu'un accord ait été trouvé sur le problème allemand.

## Dissuasion et diplomatie nucléaires au cœur de la crise de Berlin
Pour un article plus général, voir Dissuasion nucléaire pendant la guerre froide.
En lien direct avec le problème allemand, les années 1958-1963 marquent l'apogée de la place des questions de dissuasion nucléaire dans la diplomatie et l'action extérieure des deux Grandes Puissances. Cette situation résulte de ce que la montée en puissance de l'arsenal nucléaire de Moscou ne laisse plus à Washington son monopole en la matière.

### L'utilisation du chantage nucléaire par Khrouchtchev
Une des spécificités de la crise de Berlin qui en font l'une des plus graves de la guerre froide est le recours public et fréquent à la menace de l'emploi de l'arme nucléaire. Du côté soviétique, la part de bluff est importante car au moins jusqu'en 1962, la supériorité nucléaire des États-Unis demeure considérable. Malgré ou à cause de cette situation Khrouchtchev menace, dans nombre de ses discours, les Occidentaux de représailles terribles si ceux-ci venaient à réagir militairement à la signature d'un traité de paix entre l'URSS et la RDA.
L'année 1961 est à cet égard très significative. Une première illustration en est l'échange de propos que Khrouchtchev tient le 2 juillet 1961 avec l'ambassadeur britannique à Moscou au cours duquel il lui dit que l'Union soviétique recourra à la guerre si les alliés occidentaux interviennent militairement à Berlin-Ouest, qu'il suffit de 10 bombes atomiques pour détruire la Grande-Bretagne ou la France et qu'il serait ridicule que 200 millions de personnes meurent pour secourir deux millions de Berlinois.
Le 27 juillet, Khrouchtchev déclare à John McCloy, conseiller auprès de Kennedy, que le discours du président américain du 25 juillet équivaut à une déclaration de guerre préliminaire, mais que pour autant il confirme sa volonté de signer un traité de paix avec la RDA et se prépare donc à une guerre nucléaire à laquelle les États-Unis et l'Union soviétique survivraient, mais qui détruirait l'Europe et ferait des centaines de millions de victimes, tout cela pour 2 millions de Berlinois.
Une fois de plus, les 7 et 11 août 1961, à quelques jours du début de l'édification du Mur, Khrouchtchev réitère ces menaces. Le 30 octobre 1961, les Soviétiques font exploser la Tsar bomba, bombe thermonucléaire la plus puissante jamais testée, en pleine crise de Berlin. Plus qu'un instrument militaire, elle fait partie de la tentative soviétique de désolidariser les Européens de leur protecteur américain et de le pousser ainsi à négocier,. Mais il sait - et n'ignore pas que les Américains savent grâce aux satellites espions Corona - que les Soviétiques sont encore loin de disposer du potentiel de frappe nucléaire des Américains, ainsi que le déclare publiquement R. Gilpatric le 21 octobre,,. Aussi accompagne-t-il le plus souvent ses discours d'offres de négociation afin de trouver une solution pacifique.
Il n'en reste pas moins que cette diplomatie nucléaire du début des années 1960, les débats à l'Ouest sur la dissuasion nucléaire et l'arrivée en nombre des bombes H d'une puissance sans commune mesure avec celle d'Hiroshima, qui s'étalent dans les médias, génèrent dans les populations une crainte qui n'aura pas son équivalent pendant les 25 années que la guerre froide allait encore durer.

### Les plans militaires des Américains et de l'OTAN
De bout en bout, la crise de Berlin pose aux Américains et à l'OTAN un très sérieux problème de stratégie militaire. Berlin-Ouest constitue une enclave profondément à l'intérieur du territoire de l'Allemagne de l'Est. Elle est donc indéfendable militairement par des forces conventionnelles. Dès le début donc, les États-Unis mettent en avant la menace de représailles nucléaires en cas de mise en œuvre par les Soviétiques de leur ultimatum et de manière générale en cas d'atteinte au statut de Berlin-Ouest. La situation géographique de Berlin-Ouest met donc les Occidentaux dans une situation de tout ou rien nucléaire qui pose de graves questions de crédibilité et de modalités de mise en œuvre concrète si l'exécutif américain venait à être réellement confronté à la décision de recourir à des armes nucléaires.
La doctrine Dulles de l'administration Eisenhower affirme que les États-Unis répondront à toute attaque par des représailles massives. Mais à partir de la fin des années 1950, les pays de l'OTAN s'inquiètent de ce que des échanges nucléaires se traduiraient par des destructions considérables sur le sol européen et avec une probabilité croissant chaque année également sur le sol américain. La doctrine McNamara dès le début de l'administration Kennedy prone une réponse flexible.
Dans le contexte spécifique de Berlin, Kennedy fait donc préparer des plans de réponse flexible en fonction de divers scénarios de crise. Le plan de référence (NSAM 109), approuvé par Kennedy le 23 octobre 1961, prévoit quatre niveaux d'escalade successifs si les Soviétiques venaient à bloquer le libre accès à Berlin et à maintenir ce blocage malgré la mise en œuvre par les Occidentaux des mesures militaires et économiques prévues au niveau précédent. Le niveau quatre consiste en l'emploi d'armes nucléaires. En ce début des années 1960, l'emploi d'armes nucléaires est donc bien considéré très sérieusement par les dirigeants américains.